# Chiwetel Ejiofor
Chiwetel Umeadi Ejiofor (London, 1977. július 10. –) BAFTA-díjas angol színész. 2008-ban a Brit Birodalom Rendjének tiszti, 2015-ben pedig parancsnoki rangjával tüntették ki.
Steven Spielberg Amistad (1997) című filmjének mellékszereplőjeként debütált a mozivásznon. Legnagyobb kritikai sikerét a 2013-ban bemutatott 12 év rabszolgaság című történelmi filmdrámával érte el. Solomon Northup megformálásáért BAFTA-díjat nyert, továbbá Oscar- és Golden Globe-díjakra is jelölték. A Marvel-moziuniverzum Doctor Strange (2016) és Doctor Strange az őrület multiverzumában (2022) című szuperhősfilmjeiben Karl Mordót alakította. 
Első nagyjátékfilmes rendezése (melyet forgatókönyvíróként is jegyez), A fiú, aki befogta a szelet 2019-ben jelent meg.

## Élete és pályafutása
1977. július 10-én született a londoni Forest Gate-ben, Igbo származású nigériai szülők gyermekeként. Édesapja, Arinze orvos volt, édesanyja, Obiajulu pedig gyógyszerész. Nővére, Zain a CNN tudósítója. Másik nővére, Kandi háziorvos.
1988-ban, amikor Ejiofor 11 éves volt, egy nigériai családi esküvői utazás során apjával éppen Lagosba tartottak az ünnepség után, amikor autójuk frontálisan ütközött egy teherautóval. Az apja életét vesztette, Ejiofor pedig súlyosan megsérült, és olyan hegeket szerzett, amelyek a mai napig láthatók a homlokán.
Ejiofor a londoni Dulwich Prep (akkoriban Dulwich College Preparatory School) iskola színdarabjaiban kezdett el játszani, ahol William Shakespeare Hamletjében a sírásót játszotta. A színészetet a Dulwich College-ban folytatta, és csatlakozott a Nemzeti Ifjúsági Színházhoz. Felvették a Londoni Zenei és Színművészeti Akadémiára, de az első év után otthagyta, miután szerepet kapott Steven Spielberg Amistad című filmjében. 1995 szeptemberében a Bloomsbury Színházban játszotta az Othello címszerepét, majd 1996-ban a glasgow-i Theatre Royalban Rachael Stirling oldalán játszott a Desdemonában.

## Filmográfia

### Film

#### Rendező és író
| Év   | Cím                                                          | Feladatkör | Feladatkör | Megjegyzések                  |
| Év   | Cím                                                          | Rendező    | Író        | Megjegyzések                  |
| ---- | ------------------------------------------------------------ | ---------- | ---------- | ----------------------------- |
| 2008 | Slapper                                                      | Igen       | Igen       | rövidfilm                     |
| 2013 | Columbite Tantalite                                          | Igen       | Igen       | rövidfilm                     |
| 2019 | A fiú, aki befogta a szelet (The Boy Who Harnessed the Wind) | Igen       | Igen       |                               |
| 2024 | Rob Peace                                                    | Igen       | Igen       |                               |
| 2024 | The Brown Dog                                                | Nem        | Nem        | rövidfilm vezető filmproducer |

#### Színész
| Év   | Magyar cím                               | Eredeti cím                                 | Szerep                | Magyar hang         | Rendező                |
| ---- | ---------------------------------------- | ------------------------------------------- | --------------------- | ------------------- | ---------------------- |
| 1997 | Amistad                                  | Amistad                                     | James Covey zászlós   | Kálid Artúr         | Steven Spielberg       |
| 1999 | Greenwichi idő                           | G:MT – Greenwich Mean Time                  | Rix                   |                     | John Strickland        |
| 2000 |                                          | It Was an Accident                          | Nicky Burkett         |                     | Metin Hüseyin          |
| 2002 | Gyönyörű mocsokságok                     | Dirty Pretty Things                         | Okwe lander           | Kálid Artúr         | Stephen Frears         |
| 2003 | Igazából szerelem                        | Love Actually                               | Peter                 | Barabás Kiss Zoltán | Richard Curtis         |
| 2003 | Három vak egér                           | Three Blind Mice                            | Mark Hayward          | Oberfrank Pál       | Mathias Ledoux         |
| 2004 | Utál a csaj                              | She Hate Me                                 | Frank Wills           | Pintér Gábor Attila | Spike Lee (1.)         |
| 2004 | Vérvörös homok                           | Red Dust                                    | Alex Mpondo           |                     | Tom Hooper             |
| 2004 | Melinda és Melinda                       | Melinda and Melinda                         | Ellis Moonsong        |                     | Woody Allen            |
| 2005 | Négy tesó                                | Four Brothers                               | Victor Sweet          | Ifj. Jászai László  | John Singleton         |
| 2005 | Serenity                                 | Serenity                                    | A bérgyilkos          | Zámbori Soma        | Joss Whedon            |
| 2005 | Lassú tűz                                | Slow Burn                                   | Ty Trippin            | Seder Gábor         | Wayne Beach            |
| 2005 | Mr. Tűsarok                              | Kinky Boots                                 | Simon / Lola          | Fekete Ernő Tibor   | Julian Jarrold         |
| 2006 | A belső ember                            | Inside Man                                  | Bill Mitchell nyomozó | Stohl András        | Spike Lee (2.)         |
| 2006 | Az ember gyermeke                        | Children of Men                             | Luke                  | Stohl András        | Alfonso Cuarón         |
| 2007 | Mondd, testvér!                          | Talk to Me                                  | Dewey Hughes          | Király Attila       | Kasi Lemmons           |
| 2007 | Amerikai gengszter                       | American Gangster                           | Huey Lucas            | Papp Dániel         | Ridley Scott (1.)      |
| 2008 | Piros öv                                 | Redbelt                                     | Mike Terry            | Király Attila       | David Mamet            |
| 2008 |                                          | Slapper (rövidfilm)                         | nem szerepel          |                     | Chiwetel Ejiofor (1.)  |
| 2009 | Végjáték                                 | Endgame                                     | Thabo Mbeki           |                     | Pete Travis            |
| 2009 | 2012                                     | 2012                                        | Adrian Helmsley       | Kálid Artúr         | Roland Emmerich        |
| 2010 | Salt ügynök                              | Salt                                        | Darryl Peabody        | Papp Dániel         | Phillip Noyce          |
| 2013 | Savannah                                 | Savannah                                    | Christmas Moultrie    |                     | Annette Haywood-Carter |
| 2013 | 12 év rabszolgaság                       | 12 Years a Slave                            | Solomon Northup       | Kálid Artúr         | Steve McQueen          |
| 2013 |                                          | Half of a Yellow Sun                        | Odenigbo              |                     | Biyi Bandele           |
| 2015 | Z, mint Zakariás                         | Z for Zachariah                             | John Loomis           |                     | Craig Zobel            |
| 2015 | Mentőexpedíció                           | The Martian                                 | Vincent Kapoor        | Kálid Artúr         | Ridley Scott (2.)      |
| 2015 | Szemekbe zárt titkok                     | Secret in Their Eyes                        | Ray Kasten            | Kálid Artúr         | Billy Ray              |
| 2016 | Tripla kilences                          | Triple 9                                    | Michael Atwood        | Galambos Péter      | John Hillcoat          |
| 2016 | Doctor Strange                           | Doctor Strange                              | Karl Mordo            | Király Attila       | Scott Derrickson       |
| 2018 |                                          | Come Sunday                                 | Carlton Pearson       |                     | Joshua Marston         |
| 2018 | Mária Magdolna                           | Mary Magdalene                              | Péter apostol         | Kálid Artúr         | Garth Davis            |
| 2018 | Sherlock Gnomes                          | Sherlock Gnomes                             | Watson (hangja)       | Csankó Zoltán       | John Stevenson         |
| 2019 | A fiú, aki befogta a szelet              | The Boy Who Harnessed the Wind              | Trywell Kamkwamba     |                     | Chiwetel Ejiofor (2.)  |
| 2019 | Az oroszlánkirály                        | The Lion King                               | Zordon (hangja)       | Fekete Ernő Tibor   | Jon Favreau            |
| 2019 | Demóna: A sötétség úrnője                | Maleficent: Mistress of Evil                | Conall                | Király Adrián       | Joachim Rønning        |
| 2019 | Az elefántkirálynő                       | The Elephant Queen                          | narrátor              |                     | Victoria Stone         |
| 2019 | Az elefántkirálynő                       | The Elephant Queen                          | narrátor              | Mark Deeble         |                        |
| 2020 | A halhatatlan gárda                      | The Old Guard                               | Copley                | Crespo Rodrigo      | Gina Prince-Bythewood  |
| 2021 | Karantén meló                            | Locked Down                                 | Paxton                | Kálid Artúr         | Doug Liman             |
| 2021 | Végtelen                                 | Infinite                                    | Bathurst 2020         | Rába Roland         | Antoine Fuqua          |
| 2022 | Doctor Strange az őrület multiverzumában | Doctor Strange in the Multiverse of Madness | Karl Mordo            | Király Attila       | Sam Raimi              |
| 2024 |                                          | Rob Peace                                   | Skeet Douglas         |                     | Chiwetel Ejiofor (3.)  |
| 2024 |                                          | The Life of Chuck                           | Marty Anderson        |                     | Mike Flanagan          |
| 2024 | Venom – Az utolsó menet                  | Venom: The Last Dance                       | Rex Strickland        | Kálid Artúr         | Kelly Marcel           |
| 2025 | Bridget Jones: Bolondulásig              | Bridget Jones: Mad About the Boy            | Scott Walliker        | Kálid Artúr         | Michael Morris         |
| 2025 | A halhatatlan gárda 2.                   | The Old Guard 2                             | Copley                | Crespo Rodrigo      | Victoria Mahoney       |

### Televízió
| Év   | Magyar cím       | Eredeti cím                     | Szerep          | Megjegyzések                               |
| ---- | ---------------- | ------------------------------- | --------------- | ------------------------------------------ |
| 1996 |                  | Deadly Voyage                   | Ebow            | - tévéfilm - magyar hangja: - Csőre Gábor  |
| 2001 | Gyilkos ösztön   | Murder in Mind                  | McCorkindale    | 1 epizód                                   |
| 2003 |                  | Twelfth Night                   | Orsino          | tévéfilm                                   |
| 2003 | A cég            | Trust                           | Ashley Carter   | minisorozat (6 epizód)                     |
| 2003 | Canterbury mesék | The Canterbury Tales            | Paul            | minisorozat (The Knight's Tale szegmens)   |
| 2006 | A cunami után    | Tsunami: The Aftermath          | Ian Carter      | - tévéfilm - magyar hangja: - Kaszás Gergő |
| 2007 |                  | Partition: The Day India Burned | narrátor        | dokumentumfilm                             |
| 2011 | Homályos határ   | The Shadow Line                 | Jonah Gabriel   | minisorozat (7 epizód)                     |
| 2013 |                  | Dancing on the Edge             | Louis Lester    | minisorozat (6 epizód)                     |
| 2013 | Phil Spector     | Phil Spector                    | Mock Prosecutor | - tévéfilm - magyar hangja: - Sarádi Zsolt |
| 2017 |                  | Red Nose Day Actually           | Peter           | rövidfilm                                  |
| 2022 |                  | The Man Who Fell to Earth       | Faraday         | minisorozat főszereplő (10 epizód)         |